# Езофаготомия
Езофаготомията (от гръцки: οισοφάγος и τομή) е хирургична процедура, при която се прави разрез на хранопровода с цел премахване на чуждо тяло или поради други причини. Не бива да се бърка с езофагектомията, която включва отстранянане на част от хранопровода или целия хранопровод.